# Arthur Drakeford

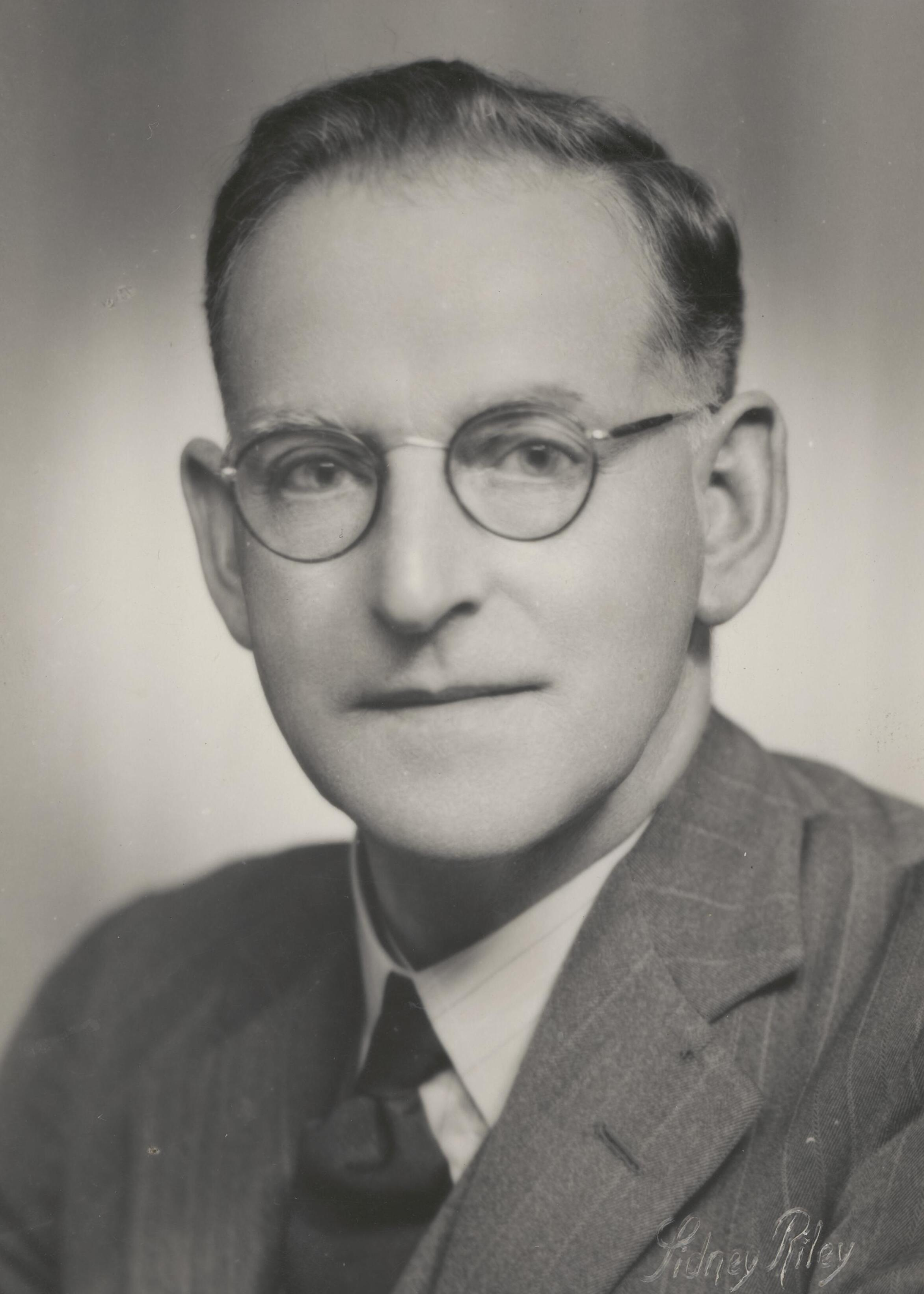
Arthur Drakeford

Arthur Samuel Drakeford (geboren am 26. April 1878 in Fitzroy, Melbourne, Victoria; gestorben am 9. Juni 1957 in Moonee Ponds, Melbourne, Victoria) war ein australischer Politiker, Mitglied der Australian Labor Party und von 1941 bis 1949 Minister für die australische Luftwaffe und die Zivilluftfahrt.
Er war einer der Väter der Zwei-Fluglinien-Strategie, die von 1946 bis Ende der 1980er Jahre ein staatlich gefördertes Kartell der Luftfahrt in Australien festschrieb.

## Jugend und Gewerkschaftszeit
Arthur Drakeford kam 1878 als 2. Sohn des aus England ausgewanderten Juweliers Samuel Finch Drakeford und seiner aus Australien stammenden Frau Elizabeth Margaret, geborene Josephs, zur Welt. Nach seinem Schulabschluss zog er nach Benalla, wo er bei der Eisenbahn arbeitete. Am 9. Mai 1902 heiratete er die verwitwete Ellen Tyrie, geborene Warrington. Sie starb bereits 1906. Das Paar hatte einen Sohn, Arthur Harold Finch Drakeford (jr.), welcher in den 1940ern Politiker wurde. 1903 nahm Drakeford an einem Eisenbahnerstreik teil und trat der lokalen Gewerkschaftssektion der LEDFA (Gewerkschaft der Lokomotivführer und Heizer) sowie auch der Australian Labor Party bei. Nach seiner Weiterbildung zum Lokomotivführer ließ sich Drakeford 1908 nach Melbourne versetzen. Dort heiratete er am 19. April 1911 Ellen Unger, die ihm 4 Töchter gebar. Er wurde 1914 zum Vertreter Victorias in der LEDFA-Gewerkschaft gewählt und war in den Folgejahren zunächst Vizepräsident (1914–1915), Präsident (1916–1917) und Generalsekretär (ab 1918) der Gewerkschaft, bis diese 1920 in der Bundesgewerkschaft der australischen Lokomotivführer aufging, in der er den Posten des Geschäftsführers und ab 1927 bis 1948 des Präsidenten übernahm.

## Politische Karriere
Von 1927 bis 1932 vertrat er Essendon als Abgeordneter im Regionalparlament von Victoria, er wurde abgewählt, weil er den Premier's Plan zur Bekämpfung der Weltwirtschaftskrise nicht unterstützte. Von 1934 bis 1955 hatte er dann den Abgeordnetensitz von Maribyrnong im Repräsentantenhaus von Australien inne und trug so mit zur Wahl von John Curtin zum Parteipräsidenten 1935 bei. Im Oktober 1941 wurde vom neuen Premierminister Curtin zum Minister in den Ressorts Zivilluftfahrt und Luftwaffe ernannt. Drakeford, in militärischen Angelegenheiten unerfahren, konzentrierte sich auf die Koordinierung von Ressourcen, Finanzen und Personal in seinen Ressorts und verließ sich stark auf die Führung durch den Stab der RAAF. Drakeford ernannt im Mai 1942 Vize-Luftmarschall George Jones zum Stabschef der RAAF, was eine den Rest des Kriegs andauernde Rivalität Jones' mit dessen Stellvertreter William Bostock auslöste. Diese Kommandokrise konnte Drakeford nicht lösen. Nach dem Rücktritt von Norman Makin 1946 war Drakeford drei Monate lang auch Marineminister, bis Bill Riordan das Amt übernahm. 1946 kandidierte Drakeford zudem ohne Erfolg für das Amt des Vize-Parteipräsidenten der Labor Party.
Drakeford strebte lange die Verstaatlichung der australischen Zivilluftfahrt an und wurde dabei vom Chef der Luftaufsichtsbehörde, Daniel McVey, unterstützt. Nach Kriegsende reichte Drakeford einen Gesetzesvorschlag ein und richtete die ANAC (Australisches Nationales Luftfahrtskomitee) ein. Mit den Beschlüssen der ANAC wurde 1946 die staatliche Fluglinie Trans Australia Airlines gegründet, die gemeinsam mit der privaten Australian National Airlines den Binnenluftverkehr Australiens dominieren sollte. Drakeford sorgte zudem für die Verstaatlichung von Qantas Empire Airways in den Jahren 1946 bis 1947 und wurde bei diesem Vorhaben von Qantas-Vorstandsmitglied Hudson Fysh unterstützt.
1949 wurde die Labor-Regierung unter Ben Chifley abgelöst von der Liberalen Regierung Menzies'. Drakefords Nachfolger als Luftverkehrs- und Luftwaffenminister wurde Thomas White. Drakeford engagierte sich 1951 gegen ein Verbot der Communist Party of Australia, obwohl er selbst ein gemäßigter Sozialdemokrat war. Im Zuge einer Spaltung der Labor Party 1954 verlor er seinen Parlamentssitz im Wahljahr 1955. Drakeford engagierte sich für die Olympischen Spiele in Melbourne, die 1956 stattfanden.
Drakeford starb am 9. Juni 1957 in Melbourne und wurde mit einem Staatsbegräbnis geehrt.